# Vaskapui Átjáró-barlang
A Vaskapui Átjáró-barlang a Duna–Ipoly Nemzeti Parkban lévő Pilis hegységben, Pilisszentkereszten található egyik barlang.

## Leírás
A Vaskapui Átjáró-barlang Pilisszentkereszt külterületén, fokozottan védett területen található. A két bejáratú barlang a Vaskapu-szikla Nagy-sziklakapujától feljebb elhelyezkedő utolsó nagy sziklakibúvás ÉK-i oldalában fekszik. A triász mészkőben réteglap menti oldódással, kifagyással létrejött barlang 7 m hosszú, és 3 m mély. A barlang falain borsókövek vannak, kitöltése pedig törmelékkőzetből áll. Az engedély nélkül, könnyű mászással, barlangjáró alapfelszerelés használatával bejárható barlang továbbkutatás szempontjából jelentéktelen.
1997-ben volt először Vaskapui Átjáró-barlangnak nevezve a barlang az irodalmában. Előfordul a barlang az irodalmában Átjáró-barlang (Kraus 1997) néven is.

## Kutatástörténet
1997-ben Kraus Sándor rajzolt olyan helyszínrajzot, amelyen a Vaskapu barlangjainak földrajzi elhelyezkedése van ábrázolva. A rajzon látható a Vaskapui Átjáró-barlang (Átjáró-barlang) földrajzi elhelyezkedése. 1997. május 4-én Regős József felmérte a barlangot, majd Kraus Sándor a felmérés alapján, 1997. május 12-én megrajzolta a Vaskapui Átjáró-barlang alaprajz térképét és keresztmetszet térképét. A térképek 1:50 méretarányban mutatják be a barlangot. Az alaprajz térképen megfigyelhető a keresztmetszet elhelyezkedése a barlangban. A térképlapon jelölve van az É-i irány. Kraus Sándor 1997. évi beszámolójában az olvasható, hogy az 1997 előtt nem ismert Vaskapui Átjáró-barlangnak 1997-ben készült el a térképe. A jelentésbe bekerült az 1997-ben készült helyszínrajz.